# Louise de Ville
Pour les articles homonymes, voir Ville (homonymie).
Louise de Ville est une actrice, metteuse en scène, productrice et pyroplasticienne française.
Elle produit des spectacles pluridisciplinaire en France et en Europe, et a participé à l'arrivée du mouvement drag king en France et à sa promotion ; elle a participé à des reportages sur le sujet.

## Biographie

### Drag king
Louise de Ville importe des États-Unis la tradition des spectacles drag king et créé en 2006 le Drag King Fem Show avec Wendy Delorme. Elle apparaît dans le documentaire Paroles de King ! de Chriss Lag,: Louis(e) de Ville, portrait d’une bad girl !,.

### Cabaret
Louise de Ville est depuis 10 ans sur la scène burlesque et cabaret européenne. Elle se produit dans des cabarets et spectacles de ShowGirl en Europe.
Elle se produit sur scène dans des spectacles d'effeuillage burlesque, de cabaret ou de drag king.

### Productrice
Louise de Ville produit pendant plusieurs années la soirée Pretty Propaganda, d'abord seule puis en co-production avec l'artiste parisienne Minnie Valentine à la Manufacture. À la suite du succès grandissant du spectacle, la soirée est déplacée au Gibus Café puis Ground Control, à l'Alhambra ou encore au Cirque Électrique, notamment pour les soirées d'Halloween Glitter & Doom.

### Théâtre
Louise de Ville a écrit et joué la pièce Betty Speaks, un seul en scène dans lequel elle incarne Betty, femme au foyer des années 50. Véritable archétype, elle va explorer sa sexualité et partager ses découvertes avec le public, pour enfin s’affirmer dans toute sa féminité et son féminisme.
En tant que metteur en scène, elle a monté notamment Les Monologues du Vagin en 2002.
En tant qu'actrice elle a joué dans jarretelles et piano à bretelles.